# Лиса Џерард
Лиса Џерард (енгл. Lisa Germaine Gerrard; 12. април 1961) аустралијска је музичарка, певачица и композиторка, позната као члан групе Дед кен денс, са музичким партнером Бренданом Перијем. Поред певања, она је и инструменталиста. Највише користи кинески традиционалнио јангкин (дулцимер).
Откад је каријеру започела 1981, Џерард је учествовала у широком спектру пројеката. Добитница је награде Златни глобус за музичку траку филма Гладијатор, на којем је сарађивала са Хансом Цимером.

## Дискографија
- The Mirror Pool (1995)
- The Silver Tree (2006)
- The Black Opal (2009)
- Twilight Kingdom (2014)
- BooCheeMish (2018)